# 松岗车辆段
松崗車輛段是深圳地鐵11號線的車輛段，位於11號線北端終點站-碧頭站西側，與東莞市僅一河之隔，佔地面積為30.3公頃，樓面面積為23萬平方米。本廠於2013年動工，2015年封頂，並於2016年通車前完工，負責深圳地鐵唯一一款八卡列車的保養工作，以及為17列列車（佔車隊的一半）提供泊位；而其餘16列列車則泊於深圳寶安國際機場附近的機場北停車場（西側停車場增建部分由深圳地鐵20號線建造及使用），與本車輛段形成「一段一場」的互補功能。
全廠均被混凝土上蓋覆蓋（包括與碧頭站以南渡線連接的出入線），並在其上預留了上蓋開發條件（其中出入線部分已建成體育公園，2017年啟用；而上蓋商品房項目亦已於2014年12月動工，合共46座，並包括一座幼稚園及2層商場，總樓面面積為約310萬平方尺）。此外，上蓋西南部亦將興建14幢保障性住房，以及一所小學暨初中學校。
而本廠運用庫及檢修庫雖然分開，但採取平行並置的設計。